# Родионов, Борис Алексеевич
Борис Алексеевич Родионов (1928—1998) — советский государственный деятель и инженер-конструктор, создатель ракетно-космической техники, участник осуществления запуска Первого в Мире искусственного спутника Земли — космического аппарата «Спутник-1» (1957) и участник подготовки и осуществления первого в мире полёта космического корабля-спутника Восток с человеком на борту (1961). Лауреат Государственной премии СССР (1983). Почётный гражданин города Королёва (1995)

## Биография
Родился 19 августа 1928 года в Туле в семье служащих.

### Образование
С 1947 по 1951 год обучался в Тульском политехническом техникуме по окончании которого получил среднее техническое образование. С 1951 по 1956 год обучался во Всесоюзном заочном политехническом институте, по окончании которого получил специальность инженера-электрика.

### В ОКБ-1 — ЦКБЭМАШ и участие в создании ракетно-космической техники
С 1947 по 1967 год на научно-исследовательской работе в Специальном конструкторском бюро НИИ-88 (с 1950 года — ОКБ-1, с 1966 года — Центральное конструкторское бюро экспериментального машиностроения)  работал под руководством С. П. Королёва в должностях: конструктор третий категории, старший техник,  инженер, старший инженер, заместитель руководителя группы и руководителем группы.
Б. А. Родионов был участником разработки технической и конструкторской документации для первых баллистических ракет дальнего действия, в том числе первой баллистической ракеты малой дальности «Р-1», блоков «И» и «Л» третий и четвёртой  ступеней первых космических аппаратов  ракеты-носителя Р-7, первых и последующих искусственных спутников Земли и пилотируемых космических кораблей, в том числе первого в Мире космического аппарата «Спутник-1» в 1957 году и осуществления первого в мире полёта космического корабля-спутника «Восток» с человеком на борту в 1961 году. Б. А. Родионов был одним из руководителей работ по созданию и экспериментальной отработке новых специальных и композиционных материалов и применения этих  технологий и материалов для изделий ракетно-космической техники.

### Во главе города Королева и ЦНИИ материаловедения
С 1967 года Б. А. Родионов был направлен на партийную работу и был избран на должность секретаря Калининградского горкома КПСС, с 1968 по 1975 год был избран — первым секретарём Калининградского городского комитета КПСС и являлся руководителем города в течение семи лет.
С 1975 по 1981 год Б. А. Родионов был назначен — директором Центрального научно-исследовательского института материаловедения Министерства общего машиностроения СССР.

### В РКК «Энергии»
С 1981 по 1998 год вновь работал в РКК «Энергия» в должностях заместителя генерального директора Ведущего Конструкторского бюро и с 1992 по 1998 год — главный консультант РКК «Энергия».
Б. А. Родионов принимал непосредственное участие в создании пилотируемых орбитальных научных станций, осуществлявших полёты в околоземном космическом пространстве с космонавтами и в автоматическом режиме — «Салют» и «Мир», а также в создании многоразовой транспортной космической системы «Энергия — Буран».
В 1983 году «закрытым» Постановлением ЦК КПСС и СМ СССР «За вклад в разработку ракетно-космической техники» Б. А. Родионов был удостоен Государственной премии СССР.
Скончался 22 апреля 1998 года в Москве, похоронен на Невзоровском кладбище Московской области.

## Награды
- Орден Октябрьской Революции (1990)
- Орден Трудового Красного Знамени (1974)
- двумя орденами «Знак Почёта» (1961, 1971)
- Медаль «За трудовое отличие» (1957)
- Медаль «В ознаменование 100-летия со дня рождения Владимира Ильича Ленина» (1970).

### Премии
- Государственная премия СССР (1983)[1][2][3][4]

### Звания
- Почётный гражданин города Королёва (1995)[5][6]